# Árbol de Jesé

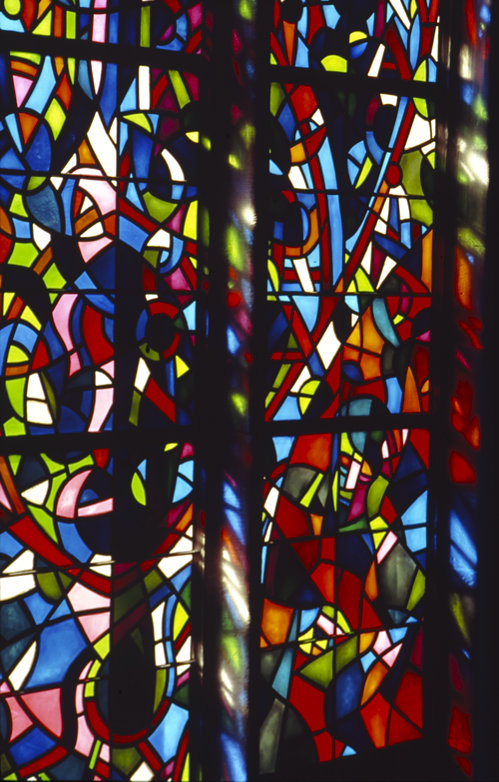
Vidriera del Árbol de Jessé, del Libro de Isaías, por Sergio de Castro. Colegiata de Romont, Suiza, 1980.

Árbol de Jesé es el nombre que tradicionalmente recibe el árbol genealógico de Cristo, a partir de Jesé, padre del rey David. En el Apocalipsis de Juan, Jesús afirma: Yo soy la raíz y el retoño de David.
El nombre de Jesé es un doblete helenístico del de Isaías, con lo que también se le conoce como Ishai o Isaí. Tanto Mateo como Lucas parten de David para llegar a José, aunque algunos piensan que la genealogía del evangelista Lucas sería en realidad la de María.
El Nuevo Testamento apoya así la profecía de Isaías: Saldrá un vástago del tronco de Isaí (Jesé), y un retoño de sus raíces brotará (Is. 11, 1). San Jerónimo hizo que la vara fuera virga (que efectivamente es vara, pero también virgen), con lo que sale una vara, que es la Virgen, y de ella un retoño, que es Jesús.
El árbol de Jesé se ha representado en la cultura cristiana en numerosas ocasiones, (por ejemplo lo hace Absolon Stumme en su cuadro El Árbol de Jesé) identificándolo también con el árbol de la vida del Génesis.

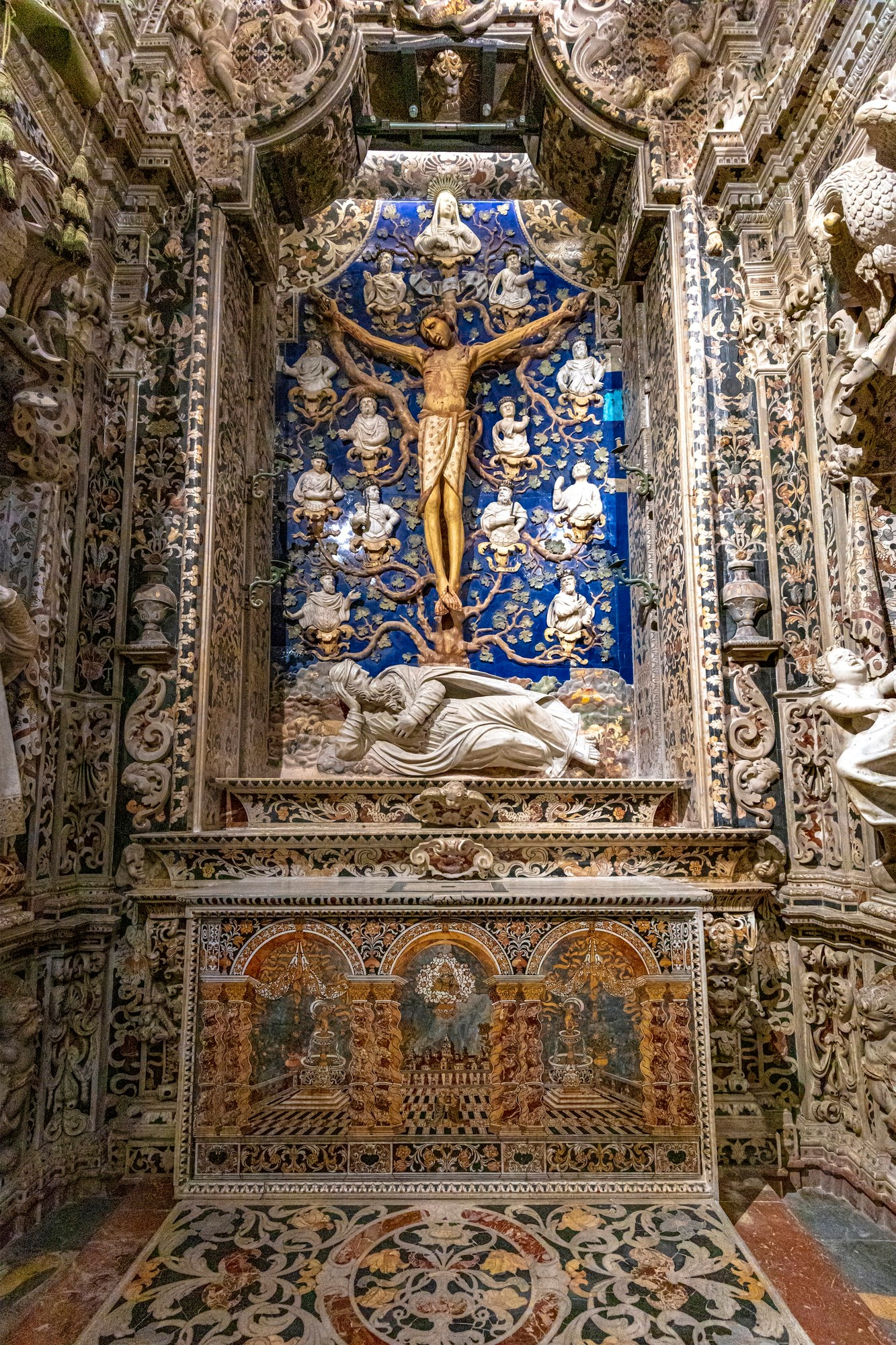
Detalle Capilla del Crucifijo, 1686

También se encuentra en la célebre Capilla del Crucifijo en la catedral de Monreale (Sicilia), mandada construir en 1686 por el arzobispo español Juan Ruano (1618-1703). 